# Sideritis ovata
Sideritis ovata  ist eine Pflanzenart aus der Gattung Gliedkräuter (Sideritis) in der Familie der Lippenblütler (Lamiaceae). 

## Beschreibung
Sideritis ovata ist eine Stolonen bildende, ausdauernde Pflanze, die unbehaart oder spärlich behaart ist und Wuchshöhen von 10 bis 30 cm erreicht. Die unteren Laubblätter sind 15 bis 30 mm lang und 12 bis 18 mm breit. Sie sind langgestreckt- oder eiförmig elliptisch geformt. Ihr Rand ist gekerbt-gesägt, die Basis ist herzförmig oder abgerundet. Die Blattspreiten stehen an langen Blattstielen.
Die Blütenstände sind Scheinquirle, die zu vier bis acht in kurzen, dichten Ähren stehen und aus meist sechs Blüten bestehen. Die unteren Tragblätter sind 8 bis 15 mm lang und 6 bis 10 mm breit. Sie sind dreieckig-eiförmig bis eiförmig-herzförmig und eingeschlitzt-gezähnt. Der Kelch ist 6 bis 9 mm lang und auf der Innenseite mit einem Ring aus Trichomen besetzt. Die Krone ist 8 bis 10 mm lang und blass gelb gefärbt.

## Vorkommen und Standorte
Die Art kommt im Norden Spaniens im Kantabrischen Gebirge vor.